# Морено, Хавьер
Хавье́р Море́но Баса́н (исп. Javier Moreno Bazán; род. 18 июля 1984 в Хаэне, Испания) — испанский профессиональный шоссейный велогонщик.

## Спортивные достижения
| 2005 - Чемпион Испании до 23 лет в групповой гонке 2007 - Вуэльта Мадрида — этап 4 2011 - Вуэльта Астурии — этап 3 и генеральная классификация 2012 - Вуэльта Кастилии и Леона — очковая и генеральная классификации | 2013 - Вуэльта Мадрида - Тур Даун Андер — горная классификация и 2-е место в общем зачёте - Вуэльта Астурии — этап 2 и 3-е место в общем зачёте 2014 - Вуэльта Испании — этап 1 (КГ) 2015 - Вуэльта Андалусии — этап 1b (ИГ) |

## Статистика выступлений наГранд Турах
| Гранд Тур | 2008 | 2009 | 2010 | 2011 | 2012 | 2013 | 2014 | 2015 | 2016 | 2017 |
| --------- | ---- | ---- | ---- | ---- | ---- | ---- | ---- | ---- | ---- | ---- |
| Джиро     | -    | -    | -    | -    | -    | -    | -    | -    | НФ   | ДФ   |
| Тур       | -    | -    | -    | -    | -    | -    | -    | -    | -    | 119  |
| Вуэльта   | 21   | -    | 51   | -    | 66   | 76   | 90   | -    | -    | НФ   |

| —  | Не участвовал     |
| НФ | Не финишировал    |
| ДФ | Дисквалифицирован |